# A Little Girl in a Big City
Pour plus de détails, voir Fiche technique et Distribution.

A Little Girl in a Big City est un film muet américain réalisé par Burton L. King, sorti en 1925.
Plusieurs copies du film sont conservées dans des formats positifs et négatifs dans les archives de la Bibliothèque du Congrès,. Un DVD du film est sorti en 2012, édité par Grapevine .

## Synopsis
Mary Barry (Gladys Walton), une jeune fille naïve originaire d'une région rurale, remporte un concours de beauté organisé par un magazine new-yorkais dirigé par un personnage sans scrupules D.V. Cortelyou (Coit Albertson (en)). Elle arrive à New York  avec l'espoir de devenir célèbre, mais elle est victime d'une machination manigancée par l'éditeur ...

## Fiche technique
- Titre : A Little Girl in a Big City
- Réalisation : Burton L. King
- Assistant-réalisateur : Jack Hyland
- Scénario : Victoria Moore (en), d'après la pièce de James Kyrle MacCurdy (en)
- Photographie : Charles J. Davis, Jack Young
- Producteur : Burton L. King
- Société de production : Burton King Productions
- Société de distribution : Lumas Film Corporation (États-Unis) | Stoll Picture Productions (Royaume-Uni)
- Pays de production :  États-Unis
- Langue : Anglais
- Métrage : 1 800 m
- Format : Noir et blanc — 35 mm — 1,33:1 — Muet
- Genre : Film dramatique, Mélodrame
- Durée : 60 minutes (1 h 0)
- Dates de sortie : 
  - États-Unis : 20 juillet 1925
  - Royaume-Uni : 31 mai 1926

## Distribution
- Gladys Walton : Mary Barry
- Niles Welch : Jack McGuire
- Mary Thurman : Mrs. Howard Young
- J. Barney Sherry : Howard Young
- Coit Albertson (en) : D. V. Cortelyou
- Helen Shipman (en) : Rose McGuire
- Sally Crute : Mrs. Barry
- Nellie Savage : Dolly Griffith

## À noter
- A Little Girl in a Big City a été le dernier film de Gladys Walton